# Jégtánc az 1984. évi téli olimpiai játékokon
Az 1984. évi téli olimpiai játékokon a műkorcsolya jégtánc versenyszámát február 10. és 14. között rendezték. A versenyt a brit Jayne Torvill–Christopher Dean-kettős nyerte meg. A Magyarországot képviselő Engi Klára–Tóth Attila-páros a 17. helyen végzett.

## Eredmények
Az egyes szakaszokban (kötelező tánc, rövid program, kűr) kilenc bíró pontozta a versenyzőket. A pontok alapján a bírók mindegyikénél külön-külön kialakult egy sorrend az egyes szakaszokra vonatkozóan és ez egy helyezési pontszámot is jelentett. Ha egy pontozónál holtverseny alakult ki, akkor a rövid programban a kötelező elemekre kapott pontszám, a kűrben pedig a művészi hatás pontszáma döntött. Az egyes szakaszok eredménye a következő kritériumok alapján alakult ki:
1. „Többségi helyezések száma”. Az a versenyző végzett előrébb, akit a bírók többsége előrébb rangsorolt. A bírók többsége azt jelentette, hogy a legjobb 5 helyezést adó bíró helyezési pontszámait vették figyelembe, de ha az 5. bíró helyezésével még volt azonos helyezés, akkor az(oka)t is figyelembe vették. Ezt az adatot tartalmazza az oszlop. (Pl. a „6×3+” azt jelenti, hogy a versenyző 6 bírónál az első 3 hely valamelyikén végzett.)
2. „Többségi helyezések összege” (a figyelembe vett bírók helyezési pontszámainak összege)
3. „Helyezések összege” (az összes bíró helyezési pontszámainak összege)

A versenyszám végeredményét az összesített helyezési pontszám határozta meg, amely az alábbiak összegéből állt:
- A kötelező tánc helyezési pontszámának 0,6-szerese (az összesítés 30%-a),
- Az eredeti (original) tánc helyezési pontszámának 0,4-szerese (az összesítés 20%-a),
- A kűr helyezési pontszámának 1-szerese (az összesítés 50%-a).

Az alacsonyabb helyezési pontszámmal rendelkező versenyző végzett előrébb. Egyenlő helyezési pontszám esetén a kűrben elért jobb helyezés döntött.

### Kötelező tánc
A kötelező táncot február 10-én rendezték.
| Hely. | Versenyzők                                                      | Többségi helyezések száma | Többségi helyezések összege | Helyezések összege | Pont  | Helyezési pontszám |
| ----- | --------------------------------------------------------------- | ------------------------- | --------------------------- | ------------------ | ----- | ------------------ |
| 1.    | Nagy-Britannia (GBR)-1 · Jayne Torvill · Christopher Dean       | 9×1+                      | 9,0                         | 9,0                | 158,4 | 0,6                |
| 2.    | Szovjetunió (URS)-1 · Natalja Besztyemjanova · Andrej Bukin     | 7×2+                      | 14,0                        | 20,0               | 151,8 | 1,2                |
| 3.    | Egyesült Államok (USA)-1 · Judy Blumberg · Michael Seibert      | 7×3+                      | 19,0                        | 27,0               | 150,4 | 1,8                |
| 4.    | Szovjetunió (URS)-2 · Marina Klimova · Szergej Ponomarenko      | 5×3+                      | 15,0                        | 32,0               | 148,1 | 2,4                |
| 5.    | Nagy-Britannia (GBR)-2 · Karen Barber · Nicky Slater            | 8×6+                      | 44,0                        | 52,0               | 142,9 | 3,0                |
| 6.    | Egyesült Államok (USA)-2 · Carol Fox · Richard Dalley           | 5×7+                      | 28,0                        | 62,0               | 141,7 | 3,6                |
| 7.    | Kanada (CAN)-1 · Tracy Wilson · Rob McCall                      | 5×7+                      | 30,0                        | 64,0               | 140,4 | 4,2                |
| 8.    | Szovjetunió (URS)-3 · Olga Volozsinszkaja · Alekszandr Szvinyin | 7×8+                      | 47,0                        | 67,0               | 139,3 | 4,8                |
| 9.    | NSZK (FRG) · Petra Born · Rainer Schönborn                      | 6×9+                      | 45,0                        | 77,0               | 138,2 | 5,4                |
| 10.   | Egyesült Államok (USA)-3 · Elisa Spitz · Scott Gregory          | 8×10+                     | 73,0                        | 84,0               | 136,6 | 6,0                |
| 11.   | Kanada (CAN)-2 · Kelly Johnson · John Thomas                    | 5×11+                     | 51,0                        | 108,0              | 131,1 | 6,6                |
| 12.   | Nagy-Britannia (GBR)-3 · Wendy Sessions · Stephen Williams      | 8×12+                     | 92,0                        | 105,0              | 130,8 | 7,2                |
| 13.   | Franciaország (FRA) · Nathalie Hervé · Pierre Béchu             | 8×13+                     | 99,0                        | 113,0              | 128,0 | 7,8                |
| 14.   | Csehszlovákia (TCH) · Jindra Holá · Karol Foltán                | 5×13+                     | 60,0                        | 117,0              | 127,2 | 8,4                |
| 15.   | Olaszország (ITA) · Isabella Micheli · Roberto Pelizzola        | 8×15+                     | 115,0                       | 131,0              | 124,1 | 9,0                |
| 16.   | Japán (JPN) · Szató Noriko · Takahasi Tadajuki                  | 9×16+                     | 142,0                       | 142,0              | 121,0 | 9,6                |
| 17.   | Magyarország (HUN) · Engi Klára · Tóth Attila                   | 9×17+                     | 153,0                       | 153,0              | 114,8 | 10,2               |
| 18.   | Bulgária (BUL) · Hrisztina Bojanova · Javor Ivanov              | 9×18+                     | 162,0                       | 162,0              | 103,2 | 10,8               |
| 19.   | Kína (CHN) · Xi Hongyan · Zhao Xiaolei                          | 9×19+                     | 171,0                       | 171,0              | 90,5  | 11,4               |

### Eredeti (original) tánc
Az eredeti (original) táncot február 12-én rendezték.
| Hely. | Versenyzők                                                      | Többségi helyezések száma | Többségi helyezések összege | Helyezések összege | Pont  | Helyezési pontszám |
| ----- | --------------------------------------------------------------- | ------------------------- | --------------------------- | ------------------ | ----- | ------------------ |
| 1.    | Nagy-Britannia (GBR)-1 · Jayne Torvill · Christopher Dean       | 9×1+                      | 9,0                         | 9,0                | 106,6 | 0,4                |
| 2.    | Szovjetunió (URS)-1 · Natalja Besztyemjanova · Andrej Bukin     | 7×2+                      | 14,0                        | 20,0               | 103,5 | 0,8                |
| 3.    | Egyesült Államok (USA)-1 · Judy Blumberg · Michael Seibert      | 5×3+                      | 13,0                        | 29,0               | 101,8 | 1,2                |
| 4.    | Szovjetunió (URS)-2 · Marina Klimova · Szergej Ponomarenko      | 8×4+                      | 28,0                        | 33,0               | 101,2 | 1,6                |
| 5.    | Egyesült Államok (USA)-2 · Carol Fox · Richard Dalley           | 5×5+                      | 24,0                        | 51,0               | 97,9  | 2,0                |
| 6.    | Nagy-Britannia (GBR)-2 · Karen Barber · Nicky Slater            | 8×6+                      | 44,0                        | 51,0               | 97,4  | 2,4                |
| 7.    | Szovjetunió (URS)-3 · Olga Volozsinszkaja · Alekszandr Szvinyin | 8×8+                      | 59,0                        | 68,0               | 95,0  | 2,8                |
| 8.    | Kanada (CAN)-1 · Tracy Wilson · Rob McCall                      | 6×8+                      | 43,0                        | 70,0               | 95,1  | 3,2                |
| 9.    | NSZK (FRG) · Petra Born · Rainer Schönborn                      | 7×9+                      | 56,0                        | 78,0               | 93,2  | 3,6                |
| 10.   | Egyesült Államok (USA)-3 · Elisa Spitz · Scott Gregory          | 7×10+                     | 68,0                        | 91,0               | 92,2  | 4,0                |
| 11.   | Nagy-Britannia (GBR)-3 · Wendy Sessions · Stephen Williams      | 5×11+                     | 52,0                        | 104,0              | 90,5  | 4,4                |
| 12.   | Csehszlovákia (TCH) · Jindra Holá · Karol Foltán                | 7×13+                     | 85,0                        | 114,0              | 88,6  | 4,8                |
| 13.   | Kanada (CAN)-2 · Kelly Johnson · John Thomas                    | 5×13+                     | 58,0                        | 118,0              | 87,8  | 5,2                |
| 14.   | Franciaország (FRA) · Nathalie Hervé · Pierre Béchu             | 5×13+                     | 61,0                        | 117,0              | 88,5  | 5,6                |
| 15.   | Olaszország (ITA) · Isabella Micheli · Roberto Pelizzola        | 8×15+                     | 114,0                       | 131,0              | 86,3  | 6,0                |
| 16.   | Japán (JPN) · Szató Noriko · Takahasi Tadajuki                  | 7×16+                     | 110,0                       | 144,0              | 81,9  | 6,4                |
| 17.   | Magyarország (HUN) · Engi Klára · Tóth Attila                   | 9×17+                     | 148,0                       | 148,0              | 80,8  | 6,8                |
| 18.   | Bulgária (BUL) · Hrisztina Bojanova · Javor Ivanov              | 7×18+                     | 126,0                       | 164,0              | 74,2  | 7,2                |
| 19.   | Kína (CHN) · Xi Hongyan · Zhao Xiaolei                          | 9×19+                     | 169,0                       | 169,0              | 72,6  | 7,6                |

### Kűr
A kűrt február 14-én rendezték.
| Hely. | Versenyzők                                                      | Többségi helyezések száma | Többségi helyezések összege | Helyezések összege | Pont  | Helyezési pontszám |
| ----- | --------------------------------------------------------------- | ------------------------- | --------------------------- | ------------------ | ----- | ------------------ |
| 1.    | Nagy-Britannia (GBR)-1 · Jayne Torvill · Christopher Dean       | 9×1+                      | 9,0                         | 9,0                | 107,4 | 1,0                |
| 2.    | Szovjetunió (URS)-1 · Natalja Besztyemjanova · Andrej Bukin     | 7×2+                      | 14,0                        | 20,0               | 104,4 | 2,0                |
| 3.    | Szovjetunió (URS)-2 · Marina Klimova · Szergej Ponomarenko      | 5×3+                      | 15,0                        | 31,0               | 102,7 | 3,0                |
| 4.    | Egyesült Államok (USA)-1 · Judy Blumberg · Michael Seibert      | 9×4+                      | 30,0                        | 30,0               | 102,9 | 4,0                |
| 5.    | Egyesült Államok (USA)-2 · Carol Fox · Richard Dalley           | 8×6+                      | 45,0                        | 54,0               | 99,7  | 5,0                |
| 6.    | Nagy-Britannia (GBR)-2 · Karen Barber · Nicky Slater            | 7×6+                      | 38,0                        | 52,0               | 100,1 | 6,0                |
| 7.    | Szovjetunió (URS)-3 · Olga Volozsinszkaja · Alekszandr Szvinyin | 7×8+                      | 49,0                        | 68,0               | 98,0  | 7,0                |
| 8.    | Kanada (CAN)-1 · Tracy Wilson · Rob McCall                      | 7×8+                      | 50,0                        | 68,0               | 97,9  | 8,0                |
| 9.    | NSZK (FRG) · Petra Born · Rainer Schönborn                      | 7×9+                      | 57,0                        | 77,0               | 97,2  | 9,0                |
| 10.   | Egyesült Államok (USA)-3 · Elisa Spitz · Scott Gregory          | 8×10+                     | 74,0                        | 85,0               | 96,7  | 10,0               |
| 11.   | Nagy-Britannia (GBR)-3 · Wendy Sessions · Stephen Williams      | 5×11+                     | 54,0                        | 105,0              | 93,7  | 11,0               |
| 12.   | Kanada (CAN)-2 · Kelly Johnson · John Thomas                    | 6×12+                     | 69,0                        | 109,0              | 93,5  | 12,0               |
| 13.   | Csehszlovákia (TCH) · Jindra Holá · Karol Foltán                | 9×13+                     | 112,0                       | 112,0              | 92,7  | 13,0               |
| 14.   | Olaszország (ITA) · Isabella Micheli · Roberto Pelizzola        | 6×14+                     | 82,0                        | 128,0              | 90,4  | 14,0               |
| 15.   | Franciaország (FRA) · Nathalie Hervé · Pierre Béchu             | 9×15+                     | 130,0                       | 130,0              | 90,1  | 15,0               |
| 16.   | Magyarország (HUN) · Engi Klára · Tóth Attila                   | 7×16+                     | 111,0                       | 145,0              | 84,8  | 16,0               |
| 17.   | Japán (JPN) · Szató Noriko · Takahasi Tadajuki                  | 8×17+                     | 134,0                       | 152,0              | 83,0  | 17,0               |
| 18.   | Bulgária (BUL) · Hrisztina Bojanova · Javor Ivanov              | 6×18+                     | 107,0                       | 164,0              | 78,9  | 18,0               |
| 19.   | Kína (CHN) · Xi Hongyan · Zhao Xiaolei                          | 9×19+                     | 168,0                       | 168,0              | 76,2  | 19,0               |

### Végeredmény
| Helyezés | Versenyzők                                                      | Helyezési pontszámok | Helyezési pontszámok    | Helyezési pontszámok | Helyezési pontszámok |
| Helyezés | Versenyzők                                                      | Kötelező tánc        | Eredeti (original) tánc | Kűr                  | Összesen             |
| -------- | --------------------------------------------------------------- | -------------------- | ----------------------- | -------------------- | -------------------- |
| Arany    | Nagy-Britannia (GBR)-1 · Jayne Torvill · Christopher Dean       | 0,6                  | 0,4                     | 1,0                  | 2,0                  |
| Ezüst    | Szovjetunió (URS)-1 · Natalja Besztyemjanova · Andrej Bukin     | 1,2                  | 0,8                     | 2,0                  | 4,0                  |
| Bronz    | Szovjetunió (URS)-2 · Marina Klimova · Szergej Ponomarenko      | 2,4                  | 1,6                     | 3,0                  | 7,0                  |
| 4.       | Egyesült Államok (USA)-1 · Judy Blumberg · Michael Seibert      | 1,8                  | 1,2                     | 4,0                  | 7,0                  |
| 5.       | Egyesült Államok (USA)-2 · Carol Fox · Richard Dalley           | 3,6                  | 2,0                     | 5,0                  | 10,6                 |
| 6.       | Nagy-Britannia (GBR)-2 · Karen Barber · Nicky Slater            | 3,0                  | 2,4                     | 6,0                  | 11,4                 |
| 7.       | Szovjetunió (URS)-3 · Olga Volozsinszkaja · Alekszandr Szvinyin | 4,8                  | 2,8                     | 7,0                  | 14,6                 |
| 8.       | Kanada (CAN)-1 · Tracy Wilson · Rob McCall                      | 4,2                  | 3,2                     | 8,0                  | 15,4                 |
| 9.       | NSZK (FRG) · Petra Born · Rainer Schönborn                      | 5,4                  | 3,6                     | 9,0                  | 18,0                 |
| 10.      | Egyesült Államok (USA)-3 · Elisa Spitz · Scott Gregory          | 6,0                  | 4,0                     | 10,0                 | 20,0                 |
| 11.      | Nagy-Britannia (GBR)-3 · Wendy Sessions · Stephen Williams      | 7,2                  | 4,4                     | 11,0                 | 22,6                 |
| 12.      | Kanada (CAN)-2 · Kelly Johnson · John Thomas                    | 6,6                  | 5,2                     | 12,0                 | 23,8                 |
| 13.      | Csehszlovákia (TCH) · Jindra Holá · Karol Foltán                | 8,4                  | 4,8                     | 13,0                 | 26,2                 |
| 14.      | Franciaország (FRA) · Nathalie Hervé · Pierre Béchu             | 7,8                  | 5,6                     | 15,0                 | 28,4                 |
| 15.      | Olaszország (ITA) · Isabella Micheli · Roberto Pelizzola        | 9,0                  | 6,0                     | 14,0                 | 29,0                 |
| 16.      | Magyarország (HUN) · Engi Klára · Tóth Attila                   | 10,2                 | 6,8                     | 16,0                 | 33,0                 |
| 17.      | Japán (JPN) · Szató Noriko · Takahasi Tadajuki                  | 9,6                  | 6,4                     | 17,0                 | 33,0                 |
| 18.      | Bulgária (BUL) · Hrisztina Bojanova · Javor Ivanov              | 10,8                 | 7,2                     | 18,0                 | 36,0                 |
| 19.      | Kína (CHN) · Xi Hongyan · Zhao Xiaolei                          | 11,4                 | 7,6                     | 19,0                 | 38,0                 |